# Północna Zatoka
Północna Zatoka – zatoka w północno-wschodniej części jeziora Gardno w woj. pomorskim, w powiecie słupskim, w gminie Smołdzino, leżące na terenie Wybrzeża Słowińskiego. W niektórych publikacja uznawana jest za osobne jezioro.
Z wschodniej części zatoki wypływa kanał Gardno-Łebsko.
Jako osobne jezioro wydzieliło się w XX w. z północno-wschodniej części Gardna, z którym okresowo łączy się zanikającą wąska strugą. Woda jest tu przezroczysta, a bogactwo fauny i flory świadczy o wielkiej czystości wód.

## Dane morfometryczne
Powierzchnia zwierciadła wody według różnych źródeł wynosi 40,0 ha do 43 ha.

## Hydronimia
Według urzędowego spisu opracowanego przez Komisję Nazw Miejscowości i Obiektów Fizjograficznych (KNMiOF) zatoka jest częścią jeziora Gardno, nazwa tej zatoki to Północna Zatoka. W części publikacji zatoka ta traktowana jest jako oddzielne jezioro. Wymieniana jest nawet nazwa Jezioro Smołdzińskie. Na niektórych mapach topograficznych wymieniana jest też nazwa oboczna Koło Zatoki.